# Абіссааре
Абіссааре (ест. Abissaare), також Абісаре (ест. Abisaare), Пусу (ест. Pusu) — село в Естонії, входить до складу волості Валґ'ярве, повіту Пилвамаа.